# Татары в Москве
Московские татары (тат. Мәскәү татарлары) — собирательное название татар, проживающих на территории Москвы. По данным переписи населения за 2010 год, численность татар, проживающих в данном регионе, составляет 149 043 человек (1,25%). Татары являются второй по численности нацией после русских, проживающих в Москве и Московской области.

## История
Первое постоянное поселение татар в столице Московского государства было основано напротив Кремля (в Замоскворечье). Причиной данного выбора места заключалась в том, что через Татарскую слободу шла дорога в Золотую Орду, от которой и осталось название Ордынка. В старину Ордынка тянулась дальше современных ее границ. Важным было и то, что Татарская слобода находилась далеко от «русских кварталов» Москвы.
Свидетелями татарского присутствия в Москве являются и такие названия, как Большая Татарская и Татарская улицы, Большой и Малый Татарские переулки. Татары Замоскворечья активно торговали на Охотном Ряду и в Китай-городе. С расширением границ Москвы появлялись новые районы, населенные татарами. К юго-западу от Татарской слободы образовалась слобода татар-кожевников. От них осталось название Кожевнической улицы вблизи метро «Павелецкая». Название Конного переулка рядом со станцией «Шаболовская» свидетельствует о том, что в старину там находился самый большой в Москве рынок скаковых лошадей, основанный татарами-ногайцами, которые пригоняли табуны с юга. Там же были самая большая в Москве конская бойня и рынок конского мяса.
В начале XV века имения служилых татар находились в окрестностях города. В Крылатском, к примеру, до двадцатого века сохранялись названия Татарово и Татарская пойма. Отпущенный из казанского плена великий князь Василий вернулся в Москву в сопровождении служилых татар, которые также получали имения "в кормление".
В шестнадцатом веке в Замоскворечье сложился Крымский двор. Наряду с ним имелся и Ногайский двор, располагавшийся, весьма вероятно, как утверждает профессор Абдулхан Ахтамзян, на том месте, где позже был построен Павелецкий вокзал. 
По указу царя Алексея Михайловича Романова, в 1649 году жителей Татарской слободы вывели за пределы города, а все храмы иноверцев были разрушены. В истории города отмечен факт, что в 1782 году переводчик коллегии иностранных дел князь Султан-мурза возвел у себя во дворе деревянную мечеть. Купцы Макай Абдулов и Абдулла Исаков проводили служения у себя в доме. Первая известная поныне мусульманская мечеть в Москве была построена после 1812 года.
До начала XX века татарское (или, как это обозначала официальная статистика того времени, мусульманское) население Москвы было занято в мелкой торговле и в сфере услуг. Приехавшие из деревень Поволжья, с берегов Оки и из Касимова татары нанимались конюхами, дворниками, банщиками, занимались мелкой торговлей.

## Численность
- 4 288 (1897)[3]
- 17 076 (1926)[4]
- 57 687 (1939)[5]
- 80 489 (1959)[6]
- 109 252 (1970)[7]
- 131 328 (1979)[8]
- 157 376 (1989)[9]
- 166 083 (2002)[10]
- 149 043 (2010)[11]